# Cymru Premier (2021/2022)
Cymru Premier 2021/2022 była 30. edycją najwyższej klasy rozgrywkowej piłki nożnej w Walii i trzecią pod nazwą „Cymru Premier”.
Brało w niej udział 12 drużyn, które w okresie od 13 sierpnia 2021 do 23 kwietnia 2022 rozegrały w dwóch rundach 32 kolejki meczów.
Tytuł mistrzowski bronił zespół Connah’s Quay Nomads.
Mistrzem został zespół The New Saints, dla którego był to 14. tytuł w historii.

## Format rozgrywek
Rozgrywki składają się z trzech faz. W pierwszej fazie drużyny grają ze sobą dwukrotnie, raz u siebie i raz na wyjeździe.
W drugiej fazie Cymru Premier podzieli się na dwie konferencje, sześć najlepszych drużyn stworzy Championship Conference, pozostałe PlayOff Conference.
W ramach tych grup kluby ponownie zmierzą się ze sobą dwukrotnie.
Wszystkie punkty zebrane przez zespoły w pierwszej fazie są przenoszone do drugiej fazy.
Drużyna, która zajmie pierwsze miejsce w Championship Conference zostanie ogłoszona mistrzem Cymru Premier i zakwalifikuje się do I rundy kwalifikacyjnej Ligi Mistrzów UEFA w następnym sezonie.
Drużyna, która zajmie drugie miejsce w Championship Conference, kwalifikuje się do I rundy kwalifikacyjnej Ligi Konferencji Europy UEFA.
Zdobywca Pucharu Walii kwalifikuje się do I rundy kwalifikacyjnej Ligi Konferencji Europy UEFA.
W przypadku zdobycia Pucharu Walii przez drużynę, która zapewniła sobie awans do europejskich pucharów, awans otrzymuje trzecia drużyna Championship Conference.
Ze względu na utratę miejsca w Europie przez Walię format play-offów ulegnie zmianie, a nagrodą będzie miejsce w Scottish Challenge Cup.
Kluby, które zajmą ostatnie dwa miejsca na koniec sezonu, spadają z ligi.

## Skład ligi w sezonie 2021/22
W lidze rywalizuje dwanaście drużyn z poprzedniego sezonu. W kwietniu 2021 r. odwołane zostały mistrzostwa drugiej ligi, w związku z tym nie było awansów, ani spadków.
| Uczestnicy poprzedniej edycji | Uczestnicy poprzedniej edycji   | Uczestnicy poprzedniej edycji | Uczestnicy poprzedniej edycji |
| --- | ------------------------------- | ----------------------------- | ----------------------------- |
| CQN | Connah’s Quay Nomads F.C.       | Connah’s Quay                 | 1                             |
| TNS | The New Saints F.C.             | Oswestry                      | 2                             |
| BAL | Bala Town                       | Bala                          | 3                             |
| PYB | Pen-y-Bont                      | Bridgend                      | 4                             |
| BAR | Barry Town United               | Barry                         | 5                             |
| CAE | Caernarfon Town                 | Caernarfon                    | 6                             |
| NTW | Newtown A.F.C.                  | Newtown                       | 7                             |
| CMU | Cardiff Metropolitan University | Cardiff                       | 8                             |
| HAV | Haverfordwest County            | Haverfordwest                 | 9                             |
| ABE | Aberystwyth Town F.C.           | Aberystwyth                   | 10                            |
| FTU | Flint Town United F.C.          | Flint                         | 11                            |
| CDR | Cefn Druids                     | Cefn Mawr, Wrexham            | 12                            |
| Oznaczenia: - kolumna pierwsza – skróty nazw drużyn, - kolumna trzecia – siedziba klubu, - kolumna czwarta – miejsce zajęte w poprzednim sezonie. |                                 |                               |                               |

## Runda zasadnicza
| Lp. | Drużyna                         | M  | Z  | R  | P  | B+ | B– | +/– | Pkt | Kwalifikacja            |  | TNS | PYB | NTW | FTU | BAL | CAE | CMU | ABE | BAR | HAV | CQN | CDR |
| --- | ------------------------------- | -- | -- | -- | -- | -- | -- | --- | --- | ----------------------- |  | --- | --- | --- | --- | --- | --- | --- | --- | --- | --- | --- | --- |
| 1   | The New Saints                  | 22 | 18 | 3  | 1  | 61 | 17 | +44 | 57  | Championship Conference |  |     | 3–2 | 2–0 | 1–0 | 2–1 | 5–3 | 5–0 | 3–0 | 3–1 | 6–0 | 3–1 | 5–1 |
| 2   | Pen-y-Bont                      | 22 | 9  | 9  | 4  | 43 | 25 | +18 | 36  | Championship Conference |  | 1–1 |     | 1–1 | 1–1 | 1–0 | 1–1 | 2–1 | 4–0 | 4–0 | 2–1 | 1–1 | 7–1 |
| 3   | Newtown                         | 22 | 10 | 5  | 7  | 38 | 26 | +12 | 35  | Championship Conference |  | 1–4 | 3–1 |     | 2–0 | 3–3 | 1–0 | 0–0 | 1–2 | 2–1 | 1–1 | 0–2 | 5–0 |
| 4   | Flint Town United               | 22 | 10 | 5  | 7  | 41 | 31 | +10 | 35  | Championship Conference |  | 1–1 | 3–1 | 4–1 |     | 1–2 | 3–4 | 2–2 | 1–0 | 3–2 | 4–1 | 1–1 | 4–0 |
| 5   | Bala Town                       | 22 | 8  | 10 | 4  | 38 | 32 | +6  | 34  | Championship Conference |  | 1–4 | 2–2 | 1–0 | 3–1 |     | 3–0 | 0–0 | 2–2 | 3–3 | 6–2 | 0–4 | 1–1 |
| 6   | Caernarfon Town                 | 22 | 9  | 4  | 9  | 35 | 37 | −2  | 31  | Championship Conference |  | 0–4 | 1–2 | 0–2 | 2–3 | 3–3 |     | 2–0 | 3–3 | 1–2 | 2–0 | 0–1 | 3–0 |
| 7   | Cardiff Metropolitan University | 22 | 6  | 9  | 7  | 21 | 28 | −7  | 27  | PlayOff Conference      |  | 1–1 | 3–2 | 1–1 | 1–5 | 0–0 | 0–1 |     | 0–1 | 2–0 | 0–2 | 1–1 | 4–2 |
| 8   | Aberystwyth Town                | 22 | 7  | 4  | 11 | 23 | 30 | −7  | 25  | PlayOff Conference      |  | 1–0 | 0–3 | 2–4 | 1–2 | 0–1 | 0–1 | 0–1 |     | 2–1 | 2–0 | 0–1 | 5–0 |
| 9   | Barry Town United               | 22 | 6  | 5  | 11 | 26 | 36 | −10 | 23  | PlayOff Conference      |  | 1–2 | 0–0 | 0–3 | 0–1 | 0–0 | 1–2 | 0–1 | 1–1 |     | 3–2 | 1–0 | 1–0 |
| 10  | Haverfordwest County            | 22 | 5  | 7  | 10 | 21 | 35 | −14 | 22  | PlayOff Conference      |  | 0–1 | 2–2 | 1–0 | 2–0 | 0–0 | 1–2 | 0–0 | 0–0 | 1–1 |     | 1–1 | 2–1 |
| 11  | Connah’s Quay Nomads            | 22 | 9  | 7  | 6  | 26 | 16 | +10 | 16  | PlayOff Conference      |  | 0–1 | 0–0 | 0–2 | 2–0 | 0–1 | 1–1 | 0–0 | 1–0 | 2–3 | 1–0 |     | 4–0 |
| 12  | Cefn Druids                     | 22 | 0  | 2  | 20 | 14 | 74 | −60 | 2   | PlayOff Conference      |  | 1–4 | 0–3 | 0–5 | 1–1 | 3–5 | 1–3 | 1–3 | 0–1 | 1–4 | 0–2 | 0–2 |     |

1. ↑  Connah’s Quay Nomads odjęto 18 punktów za wystawienie w sześciu meczach nieuprawnionego zawodnika[2][3].

## Runda finałowa
| Championship Conference |                                     |    |    |    |    |    |     |     |    |                                                       |     |     |     |     |     |     |      |     |     |     |     |     |     |
| 1                       | The New Saints (M, P)               | 32 | 25 | 5  | 2  | 86 | 26  | +60 | 80 | Liga Mistrzów UEFA • I runda kwalifikacyjna           |     |     | 2–1 | 0–1 | 3–1 | 7–0 | 3–3  |     |     |     |     |     |     |
| 2                       | Bala Town                           | 32 | 16 | 11 | 5  | 67 | 37  | +30 | 59 | Liga Konferencji Europy UEFA • I runda kwalifikacyjna |     | 1–1 |     | 1–0 | 2–0 | 3–2 | 11–0 |     |     |     |     |     |     |
| 3                       | Newtown                             | 32 | 15 | 6  | 11 | 50 | 35  | +15 | 51 | Liga Konferencji Europy UEFA • I runda kwalifikacyjna |     | 0–2 | 0–2 |     | 1–0 | 2–1 | 1–2  |     |     |     |     |     |     |
| 4                       | Caernarfon Town (B, O)              | 32 | 13 | 4  | 15 | 46 | 53  | −7  | 43 | Scottish Challenge Cup                                |     | 0–3 | 0–2 | 0–4 |     | 2–1 | 1–0  |     |     |     |     |     |     |
| 5                       | Flint Town United (B)               | 32 | 12 | 6  | 14 | 51 | 53  | −2  | 42 |                                                       |     | 1–2 | 0–1 | 1–1 | 0–4 |     | 1–0  |     |     |     |     |     |     |
| 6                       | Pen-y-Bont (B)                      | 32 | 10 | 10 | 12 | 49 | 57  | −8  | 40 |                                                       | 1–2 | 0–5 | 0–2 | 0–3 | 0–3 |     |      |     |     |     |     |     |     |
| PlayOff Conference      |                                     |    |    |    |    |    |     |     |    |                                                       |     |     |     |     |     |     |      |     |     |     |     |     |     |
| 7                       | Cardiff Metropolitan University (B) | 32 | 10 | 12 | 10 | 35 | 38  | −3  | 42 |                                                       |     |     |     |     |     |     |      |     | 1–1 | 0–0 | 3–2 | 1–1 | 5–0 |
| 8                       | Aberystwyth Town                    | 32 | 11 | 7  | 14 | 38 | 45  | −7  | 40 |                                                       |     |     |     |     |     |     |      | 0–2 |     | 1–1 | 0–6 | 2–1 | 6–0 |
| 9                       | Connah’s Quay Nomads                | 32 | 15 | 11 | 6  | 44 | 18  | +26 | 38 |                                                       |     |     |     |     |     |     | 2–0  | 1–0 |     | 3–0 | 2–0 | 5–0 |     |
| 10                      | Haverfordwest County                | 32 | 10 | 8  | 14 | 45 | 46  | −1  | 38 |                                                       |     |     |     |     |     |     | 1–2  | 0–1 | 0–0 |     | 2–0 | 6–1 |     |
| 11                      | Barry Town United (S)               | 32 | 8  | 7  | 17 | 31 | 47  | −16 | 31 | Spadek do Cymru South                                 |     |     |     |     |     |     |      | 1–0 | 0–1 | 1–1 | 0–1 |     | 1–0 |
| 12                      | Cefn Druids (S)                     | 32 | 2  | 3  | 27 | 22 | 109 | −87 | 9  | Spadek do Cymru North                                 |     |     |     |     |     |     |      | 2–0 | 3–3 | 0–3 | 1–6 | 1–0 |     |

1. ↑  Connah’s Quay Nomads odjęto 18 punktów za wystawienie w sześciu meczach nieuprawnionego zawodnika[2][3].

## Scottish Challenge Cup Playoffs
Caernarfon Town wygrał z Flint Town United finał baraży o miejsce w Scottish Challenge Cup.

### Drabinka
|  | Półfinał | Półfinał                        | Półfinał |                   |   | Finał           | Finał | Finał |  |
|  |          |                                 |          |                   |   |                 |       |       |  |
|  | 4        | Caernarfon Town                 | 1        |                   |   |                 |       |       |  |
|  | 4        | Caernarfon Town                 | 1        |                   |   |                 |       |       |  |
|  | 7        | Cardiff Metropolitan University | 0        |                   |   |                 |       |       |  |
|  | 7        | Cardiff Metropolitan University | 0        |                   | 4 | Caernarfon Town | 2     |       |  |
|  |          |                                 |          |                   | 4 | Caernarfon Town | 2     |       |  |
|  |          |                                 | 5        | Flint Town United | 1 |                 |       |       |  |
|  | 5        | Flint Town United               | 5        | Flint Town United | 1 | 1 (3)           |       |       |  |
|  | 5        | Flint Town United               |          |                   |   |                 |       |       |  |
|  | 6        | Pen-y-Bont                      | 1 (1)    |                   |   |                 |       |       |  |

### Półfinał
| 7 maja 2022 | Caernarfon Town | 1:0   | Cardiff Metropolitan University |                                                               |
| 18:15       | Mike Hayes 45'  | (1:0) |                                 | The Oval (Caernarfon, Gwynedd) Widzów: 410 Sędzia: Nick Pratt |

| 7 maja 2022 | Flint Town United                               | 1:1 k. 3:1              | Pen-y-Bont                                            |                                                                 |
| 15:30       | Alex Jones 6'                                   | (1:0, 1:0, 1:1, k. 3:1) | 53' (k) Nathan Wood                                   | Cae-y-Castell (Flint, Flintshire) Widzów: 340 Sędzia: Huw Jones |
| 15:30       | · Mark Cadwallader · Danny Harrison · Ben Maher | Rzuty karne             | · Kane Owen · Sam Snaith · Nathan Wood · Ashley Evans | Cae-y-Castell (Flint, Flintshire) Widzów: 340 Sędzia: Huw Jones |

### Finał
| 14 maja 2022 | Caernarfon Town                       | 2:1 (pd.)       | Flint Town United |                                                               |
| 15:00        | Danny Gosset 99' · Laurie Bell 120+1' | (0:0, 0:0, 1:1) | 105' Ben Nash     | The Oval (Caernarfon, Gwynedd) Widzów: 507 Sędzia: Mark Petch |

## Lista strzelców

### Runda zasadnicza
| Bramki | Strzelcy        | Drużyna           |
| ------ | --------------- | ----------------- |
| 21     | Declan McManus  | The New Saints    |
| 13     | Aaron Williams  | Newtown           |
| 13     | Michael Wilde   | Flint Town United |
| 12     | Jack Kenny      | Flint Town United |
| 11     | Kayne McLaggon  | Barry Town United |
| 10     | David Edwards   | Bala Town         |
| 10     | Jordan Williams | The New Saints    |

Źródło: soccerway

### Runda finałowa
| Bramki | Strzelcy             | Drużyna              |
| ------ | -------------------- | -------------------- |
| 6      | Ryan Brobbel         | The New Saints       |
| 6      | Jordan Levi Davies   | Haverfordwest County |
| 6      | William Albert Evans | Bala Town            |
| 5      | Dean Ebbe            | Bala Town            |
| 5      | Byron Harrison       | Connah’s Quay Nomads |
| 5      | Alhagi Touray Sisay  | Haverfordwest County |
| 5      | Chris Venables       | Bala Town            |
| 5      | Jordan Williams      | The New Saints       |

Źródło: soccerway

### Razem
| Bramki | Strzelcy             | Drużyna              |
| ------ | -------------------- | -------------------- |
| 24     | Declan McManus       | The New Saints       |
| 17     | Aaron Williams       | Newtown              |
| 15     | Jordan Williams      | The New Saints       |
| 14     | Kayne McLaggon       | Barry Town United    |
| 14     | Michael Wilde        | Flint Town United    |
| 12     | Ryan Brobbel         | The New Saints       |
| 12     | Jack Kenny           | Flint Town United    |
| 11     | William Albert Evans | Bala Town            |
| 11     | Alhagi Touray Sisay  | Haverfordwest County |

## Trenerzy, kapitanowie i sponsorzy
| Drużyna                         | Trener             | Kapitan           | Sponsor techniczny | Sponsor strategiczny             |
| ------------------------------- | ------------------ | ----------------- | ------------------ | -------------------------------- |
| Aberystwyth Town                | Antonio Corbisiero | Jack Thorn        | Acerbis            | Uniwersytet w Aberystwyth        |
| Bala Town                       | Colin Caton        | Chris Venables    | Macron             | Aykroyd’s                        |
| Barry Town United               | Gavin Chesterfield | Kayne McLaggon    | Macron             | RIM Motors                       |
| Caernarfon Town                 | Huw Griffiths      | Dion Donohue      | Erreà              | Gofal Bro Cyf, Parc Gwêl y Fenai |
| Cardiff Metropolitan University | Christian Edwards  | Chris Baker       | Erreà              | Cardiff Metropolitan University  |
| Cefn Druids                     | Andy Turner        | Michael Jones     | Erreà              | Wrexham Lager                    |
| Connah’s Quay Nomads            | Craig Harrison     | George Horan      | Nike               | Educate Group                    |
| Flint Town United               | Neil Gibson        | Alex Jones        | Macron             | Essity                           |
| Haverfordwest County            | Nicky Hayen        | Dylan Rees        | Joma               | West Wales Properties            |
| Newtown                         | Chris Hughes       | Craig T. Williams | Erreà              | Control Techniques               |
| Pen-y-Bont                      | Rhys Griffiths     | Kane Owen         | Macron             | Nathaniel House of Cars          |
| The New Saints                  | Anthony Limbrick   | Chris Marriott    | Legea              | SiFi Networks                    |

### Zmiany trenerów
| Klub                 | Były trener      | Powód            | Data odejścia | Nowy trener        | Data zatrudnienia | Źródło        |
| -------------------- | ---------------- | ---------------- | ------------- | ------------------ | ----------------- | ------------- |
| Przed sezonem        |                  |                  |               |                    |                   |               |
| Cefn Druids          | Jayson Starkey   | Koniec kontraktu | 27.05.2021    | Niall McGuinness   | 27.05.2021        | [ 12 ]        |
| Aberystwyth Town     | Gavin Allen      | Rezygnacja       | 02.06.2021    | Antonio Corbisiero | 02.06.2021        | [ 13 ]        |
| W trakcie sezonu     |                  |                  |               |                    |                   |               |
| Cefn Druids          | Niall McGuinness | Rezygnacja       | 24.09.2021    | Andy Turner        | 24.09.2021        | [ 14 ]        |
| Connah’s Quay Nomads | Andy Morrison    | Rezygnacja       | 28.09.2021    | Craig Harrison     | 29.09.2021        | [ 15 ] [ 16 ] |
| Haverfordwest County | Wayne Jones      | Rezygnacja       | 5.12.2021     | Nicky Hayen        | 31.12.2021        | [ 17 ]        |

## Stadiony
| Aberystwyth Town |
| ---------------- |
| Park Avenue      |
| Pojemność: 2 502 |
|                  |

| Bala Town        |
| ---------------- |
| Maes Tegid       |
| Pojemność: 1 500 |
|                  |

| Barry Town United   |
| ------------------- |
| Jenner Park Stadium |
| Pojemność: 2 475    |
|                     |

| Caernarfon Town  |
| ---------------- |
| The Oval         |
| Pojemność: 3 000 |
|                  |

| Cardiff Metropolitan University |
| ------------------------------- |
| Cyncoed Campus                  |
| Pojemność: 1 500                |
|                                 |

| Cefn Druids        |
| ------------------ |
| The Rock (stadium) |
| Pojemność: 3 127   |
|                    |

| Connah’s Quay Nomads |
| -------------------- |
| Deeside Stadium      |
| Pojemność: 1 500     |
|                      |

| Flint Town United |
| ----------------- |
| Cae-y-Castell     |
| Pojemność: 1 690  |
|                   |

| Haverfordwest County  |
| --------------------- |
| Bridge Meadow Stadium |
| Pojemność: 2 100      |
|                       |

| Newtown          |
| ---------------- |
| Latham Park      |
| Pojemność: 5 000 |
|                  |

| Pen-y-Bont        |
| ----------------- |
| SDM Glass Stadium |
| Pojemność: 1 500  |
|                   |

| The New Saints   |
| ---------------- |
| Park Hall        |
| Pojemność: 2 034 |
|                  |